# La Ferté-Alais
La Ferté-Alais – miejscowość i gmina we Francji, w regionie Île-de-France, w departamencie Essonne.
Według danych na rok 1990 gminę zamieszkiwało 3211 osób, a gęstość zaludnienia wynosiła 706 osób/km² (wśród 1287 gmin regionu Île-de-France La Ferté-Alais plasuje się na 395. miejscu pod względem liczby ludności, natomiast pod względem powierzchni na miejscu 712.).